# تيم هويبشل
تيم هويبشل (بالإنجليزية: Tim Huebschle)، هُو مخرج أفلام وكاتب سيناريو ناميبي.

## وصلات خارجية
- تيم هويبشل على موقع IMDb (الإنجليزية)